# Panic Bomber
Panic Bomber (とびだせ！ぱにボン Tobidase! Panibon?) es un videojuego desarrollado por Hudson Soft, lanzado en 1995 para Virtual Boy.